# Батарея A27

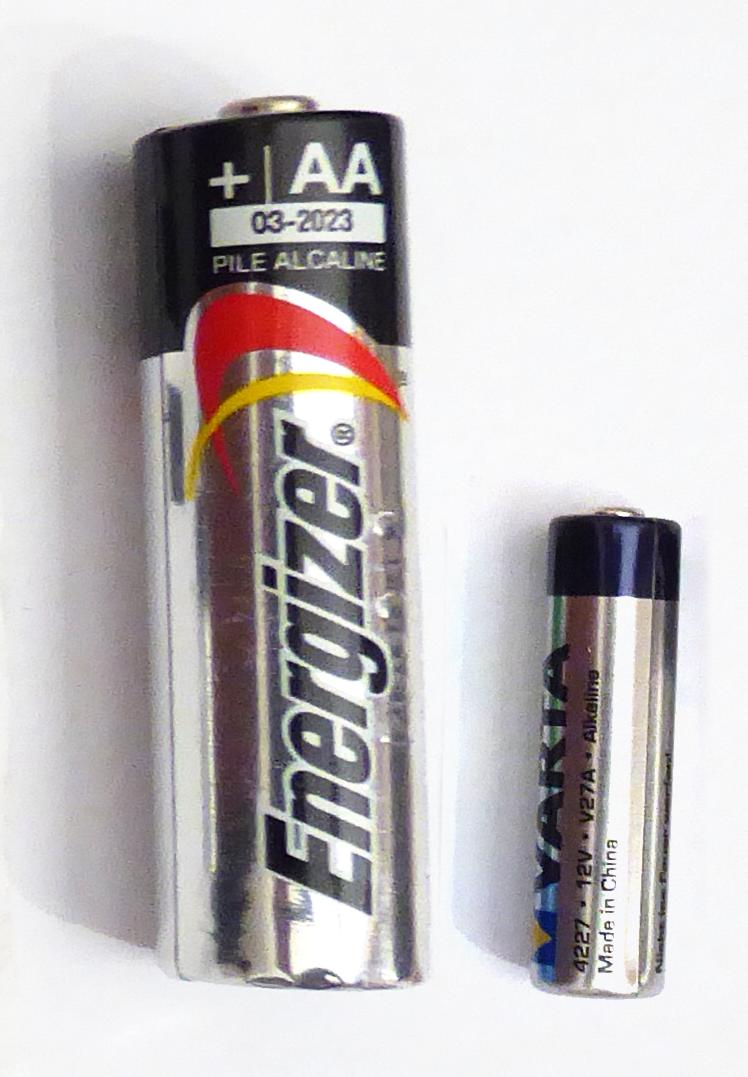
Батарея элементов питания А27 (справа) по сравнению с элементом питания типа AA (LR6)

Батарея A27 (также известная, как GP27A, MN27, L828, 27A, V27A, A27BP, G27A, 8LR732) — это типоразмер батареи миниатюрных гальванических источников питания. В основном используется в миниатюрных радиочастотных устройствах, таких как брелок автосигнализации, бесконтактный ключ и т. д.
Батарея А27 похожа на батарею A23 и имеет то же номинальное напряжение и примерно такую же длину, но тоньше и легче.

## Технические характеристики
- Цилиндрическая
- Длина — 28,2 мм
- Диаметр — 8,0 мм.
- Номинальное напряжение — 12 В.
- Типовая ёмкость — 20 мА·ч.
- Масса — около 4,4 г.
- Собрана из 8 (обычно щелочных) элементов LR632.